# Expositio in librum primum Regum
L'Expositio in librum primum Regum, ossia il Commento al primo libro dei Re, di Gregorio Magno è l’esegesi dei sedici capitoli iniziali del testo veterotestamentario e si interrompe all’unzione di David (I Reg. XVI 13). È una delle opere più problematiche della produzione gregoriana poiché la sua autenticità è ancora incerta.

## Composizione e struttura dell'opera
L’unica fonte che collega il commento a Gregorio Magno è un’epistola del Registrum (Ep. XII 6) indirizzata a Giovanni suddiacono da cui emerge che il pontefice, dopo aver tenuto alcune omelie su diversi passi veterotestamentari, tra cui i libri dei Re, sarebbe stato poi impedito dalla malattia a rielaborare le annotazioni stilate dai notai e avrebbe affidato la stesura preliminare delle esegesi a Claudio di Ravenna, abate del monastero di Stefano in Classe. Alla morte di quest’ultimo (602), Gregorio, insoddisfatto dal lavoro dell’abate, che a suo dire aveva travisato il suo pensiero, ordinò nell’epistola al vescovo Giovanni di rimandare a Roma tutto il materiale esegetico presente nel monastero di Classe per evitare una circolazione non autorizzata dei suoi commentari.
L’opera si compone di sei libri, ma il materiale esegetico è diviso in dieci sezioni, dove il testo biblico viene ripreso più volte per essere spiegato secondo interpretazioni diverse. Il commento ripercorre l’inizio della monarchia d’Israele, l’ascesa al trono di Saul e si interrompe con l’unzione di David al sedicesimo capitolo (I Reg. XVI 13). L’interpretazione del testo biblico è condotta alla luce di una riflessione sul sacerdozio, i sacramenti, sul comportamento dei predicatori e sui requisiti che il vescovo deve avere per essere degno di tale carica. I protagonisti simboleggiano infatti le varie tipologie di predicatore e le virtù e i vizi da ricercare o evitare per ricoprire tale ruolo.

## Disputa sull'autenticità dell'opera
Fino al 1933, data della scoperta dell’unico testimone manoscritto (Cava dei Tirreni, Biblioteca dell’abbazia 9, sec. XII), la prima e sola attestazione dell’opera era l'editio princeps pubblicata a Venezia da Bernardino Stagnino nel 1537 sulla base di un codice ancora oggi non identificato. Da quel momento in poi il commentario entrò nelle successive stampe degli opera omnia di Gregorio, implicandone dunque l’autenticità. Nel XVII secolo Pierre de Goussainville fu il primo a manifestare alcuni dubbi sulla paternità dell’opera soprattutto a causa dell’assenza di tradizione manoscritta e per alcune caratteristiche interne che considerava difficilmente ascrivibili alla penna di Gregorio. Nell’edizione maurina di poco successiva, Denys de Sainte-Marthe, basandosi sull'Ep. XII 6, ritenne che il testo dell’edizione a stampa veneziana fosse quello del commento gregoriano stilato in modo insoddisfacente da Claudio di Ravenna, e che quindi era da considerarsi non del tutto originale. La discussione sulla paternità dell’opera si acquietò nel XVIII secolo con l’accettazione della posizione maurina, ma si riaccese nel 1933 con la scoperta, da parte di Leone Mattei Cerasoli, dell’unico codice del commentario ad oggi conosciuto nell’abbazia di Cava dei Tirreni. Da una parte, infatti, la scoperta di tale manoscritto permise di migliorare il testo delle edizioni a stampa, ma dall’altra non risolse il problema della paternità del testo, dal momento che il codice risulta acefalo, dunque privo anche della titolatura iniziale, dove sarebbe apparso il nome dell’autore. L’autenticità parziale del testo è stata messa in discussione da una fonte storica, il Chronicon Venusinum, in cui si narra che Pietro Divinacello, monaco di Cava e poi abate di Venosa, avesse scritto un commentario al primo libro di Samuele che si interrompeva all’unzione di David. La corrispondenza della lunghezza del testo di Pietro con il testo tràdito come gregoriano e il fatto che l’unico testimone trovato del commentario provenga proprio da Cava dei Tirreni portarono Adalbert de Vogüé nel 1996 ad attribuire a Pietro la paternità dell’opera. Questa nuova attribuzione daterebbe il Commento al XII secolo (prima del 1140, anno della morte di Pietro) e lo inserirebbe nel contesto italiano di quel periodo, legittimando alcuni aspetti che erano risultati difficilmente attribuibili a Gregorio Magno. Anche questa nuova proposta lasciò tuttavia alcuni nodi irrisolti, a partire dai quali Francis Clark e Giorgio Cracco hanno avanzato l’ipotesi di una doppia interpolazione, prima di Claudio di Ravenna e poi di Pietro di Cava, su materiale originariamente gregoriano. Rimangono tuttavia alcuni punti da chiarire: è ancora incerto se il materiale che sembra provenire dalla penna di Gregorio sia realmente autentico oppure sia il frutto della frequentazione dei testi del pontefice da parte di Pietro Divinacello, elemento che potrebbe essere chiarito solo a seguito di una ricostruzione del fondo della biblioteca di Cava, della sua storia e dei rapporti con altri scriptoria.

## Edizioni di riferimento
- Gregorii Papae Expositio in primum librum Regum, PL LXXIX, coll. 17-468
- Grègoire le Grand (Pierre de Cava), Commentaire sur le premier livres des Rois, ed. A. Vogüé, Paris 1989-2004 (SC 351, 391, 432, 449, 469, 482)
- Gregorio Magno, Commento al primo libro dei Re, 3 voll., cur. G. I. Gargano (ed.) – E. Gandolfo(trad.), Roma 2007